# Guerra do Butão

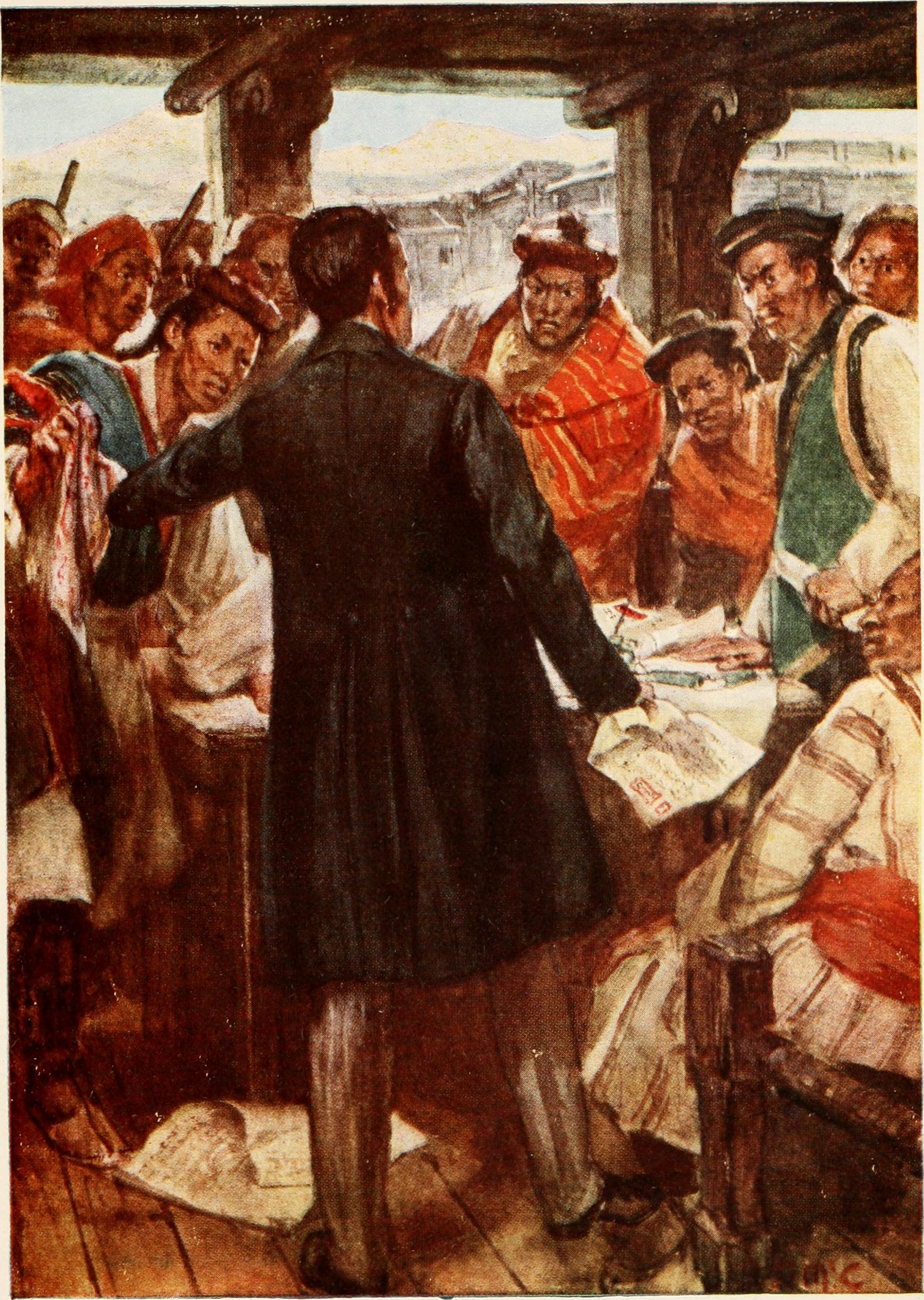
Ashley Eden forçado pelo povo do Butão a assinar um Tratado.

A guerra do Butão, Guerra de Duars ou Guerra de Duār, (1864-1865) foi um conflito bélico entre a Índia Britânica, que queria anexar ao Butão a área conhecida como Duars (ou Duār). A guerra terminou com a anexação de Duars aos estados de Assam e Bengala Ocidental na Índia, onde atualmente permanecem.

## História
A guerra do Butão começou com uma tentativa das Índias Britânicas de anexar o território conhecido como Duars, ao Butão, para impedir o que eles chamavam de incursões na Índia do Butão. O Butão, localizado no extremo leste da cordilheira do Himalaia, era na época um dos países mais isolados. Como resultado da guerra, o Butão foi forçado a ceder o território de Duars à Índia Britânica. Duars faz parte agora de uma parte dos estados de Assam e Bengala Ocidental na Índia. Após o fim da guerra, o Tratado de Sinchula foi assinado entre a Índia Britânica e o Butão. Como parte das reparações de guerra, uma renda de 50 mil rupias foi transferida para o Reino Unido de Duars. O tratado pôs fim a todas as hostilidades que aconteciam entre a Índia britânica e o Butão. O tratado de Sinchula foi ratificado no dia 11 de novembro de 1865 e consistia em quatro artigos. O primeiro artigo estipulava paz e amizade perpétuas entre o governo britânico e o governo do Butão. O segundo artigo estabeleceu, entre outras coisas, a cessão do governo do Butão ao governo britânico, das formas conhecidas como os dezoito Duars. O terceiro artigo exigia a rendição do Butão por todos os prisioneiros britânicos. O artigo quatro estipula a entrega de uma quantia em dinheiro ao governo do Butão anualmente, pelo governo britânico. Entre os anos de 1870 e 1880, os poderes centrais dos vales de Paro e Trongsa foram estipulados pelos efeitos da guerra civil.[carece de fontes?]